# بيت ميلز
بيت ميلز (بالإنجليزية: Pete Mills)‏ هو لاعب كرة قدم أمريكية أمريكي، ولد في 29 مايو 1942 في كالفيرت في الولايات المتحدة.

## وصلات خارجية
- بيت ميلز على موقع مرجع كرة القدم المحترفة.كوم (الإنجليزية)
- بيت ميلز على موقع JustSportsStats.com (الإنجليزية)